# Valeyres-sous-Rances
Valeyres-sous-Rances je obec na západě Švýcarska v kantonu Vaud. Žije zde 621 obyvatel.

## Geografie

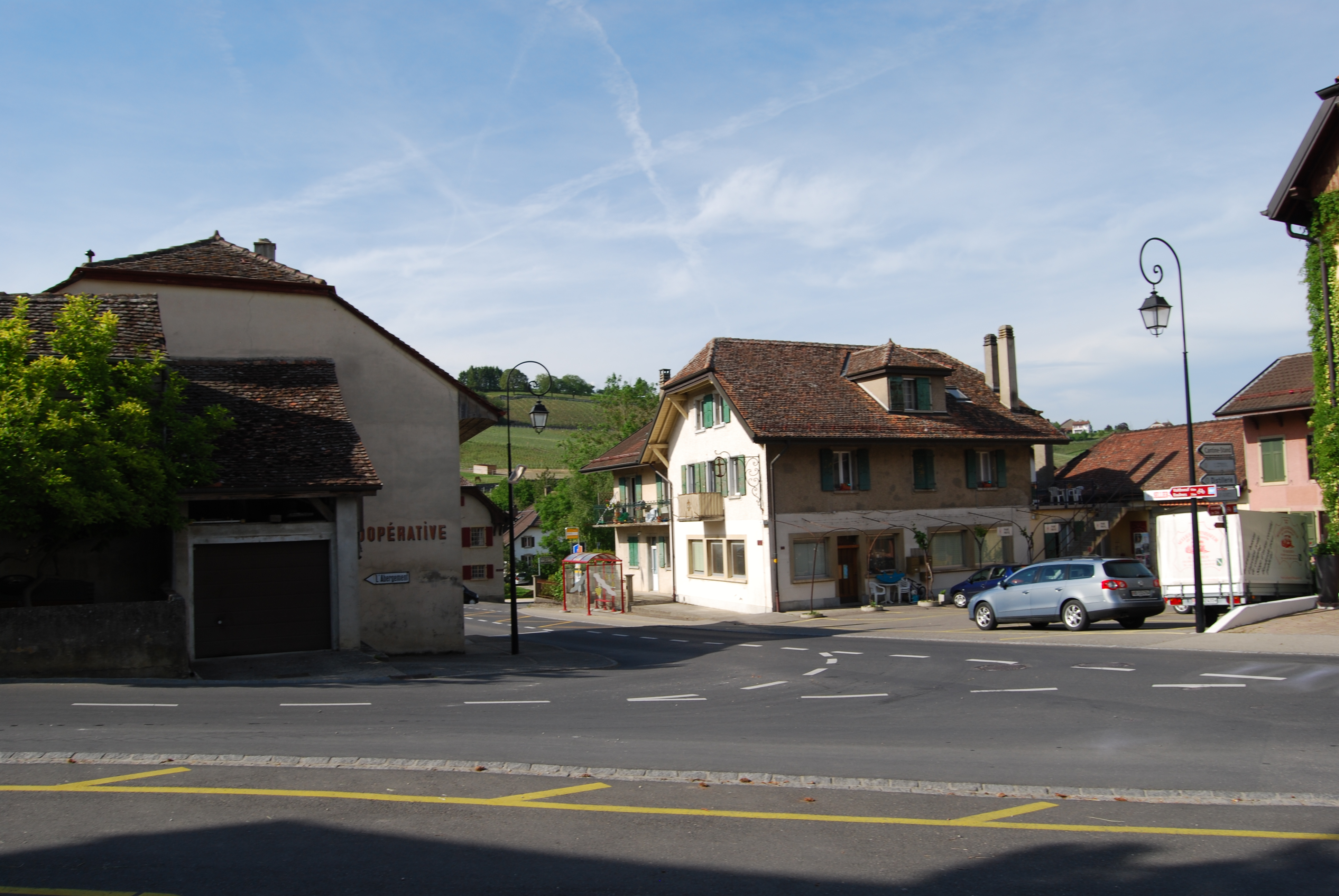
Centrum obce

Valeyres-sous-Rances leží v nadmořské výšce 507 m, vzdušnou čarou 9 km jihozápadně od okresního města Yverdon-les-Bains. Zemědělská vesnice se rozkládá podél údolí Mujon, které se zařezává do náhorní plošiny Jury mezi rovinou Orbe a Jurou.
Území obce o rozloze 6,4 km² pokrývá část jurské náhorní plošiny. Řeka Mujon, její pramenný potok Ruisseau du Vua a další drobné přítoky vyhloubily systém údolí. Nejvyšší bod obce Valeyres-sous-Rances se nachází na náhorní plošině ve výšce 600 m n. m. Na náhorní plošině se nachází i nejvyšší bod Valeyres-sous-Rances. Na východě se území obce rozprostírá přes výšiny u Chalet Barbey (510 m n. m.) v úzkém pásu do rovinaté roviny Orbe. Východní hranici tvoří řeka Thielle, která je zde svedena do koryta kanálu. V roce 1997 bylo 6 % rozlohy obce pokryto zastavěnou plochou, 12 % lesy a lesními porosty a 82 % zemědělstvím.
K obci Valeyres-sous-Rances patří vesnice La Robellaz (550 m n. m.) západně nad obcí a několik samostatných farem. Sousedními obcemi jsou Rances, Mathod, Orbe, Montcherand a Sergey.

## Historie
První písemná zmínka o obci pochází z roku 1272 a nese název Valieres, v roce 1485 se objevuje pravopis Vallieres. Ve středověku patřilo Valeyres-sous-Rances k panství Les Clées. Po dobytí Vaudu Bernem v roce 1536 se vesnice stala součástí okrsku Les Clées spadající pod panství Yverdon. Protože ve Valeyres-sous-Rances mělo letní sídlo několik bernských patricijských rodin, přezdívalo se obci v 18. století Malý Bern. Po pádu Staré konfederace patřilo Valeyres-sous-Rances v letech 1798–1803 během helvétského období ke kantonu Léman, který byl poté po vstupu v platnost Ústavy o zprostředkování sloučen s kantonem Vaud. V roce 1798 bylo přiřazeno k okresu Orbe. V 18. a 19. století bylo Valeyres-sous-Rances kulturním centrem pro okolní malé vesnice.

## Obyvatelstvo
Z celkového počtu obyvatel je 95,0 % francouzsky mluvících, 1,8 % německy mluvících a 0,8 % italsky mluvících (údaj z roku 2000). Ke švýcarské reformované církvi se ve stejném roce hlásilo 57,9 % obyvatel, k církvi římskokatolické 19,7 % obyvatel. V roce 1900 žilo ve Valeyres-sous-Rances celkem 479 obyvatel. Do roku 1980 pak klesl na 290 obyvatel, ale od té doby se počet obyvatel opět výrazně zvýšil.

## Hospodářství
Až do poloviny 20. století byla obec Valeyres-sous-Rances charakteristická především zemědělstvím. I dnes je vinařství na svazích údolí Mujon stále velmi důležité. Úrodné půdy jurské náhorní plošiny a roviny Orbe se využívají především pro ornou půdu. Další pracovní příležitosti poskytují místní drobní podnikatelé. V posledních desetiletích se Valeyres-sous-Rances rozvinulo v rezidenční obec. V důsledku toho mnoho pracujících dojíždí za prací především do Orbe a Yverdonu.

## Doprava
Ačkoli se obec nachází mimo hlavní dopravní tahy, je snadno dostupná díky křižovatce Orbe na dálnici A9, která je vzdálená asi 2 km. Valeyres-sous-Rances je napojeno na síť veřejné dopravy dvěma postbusovými linkami Yverdon–Orbe a Orbe–Baulmes.

## Fotogalerie

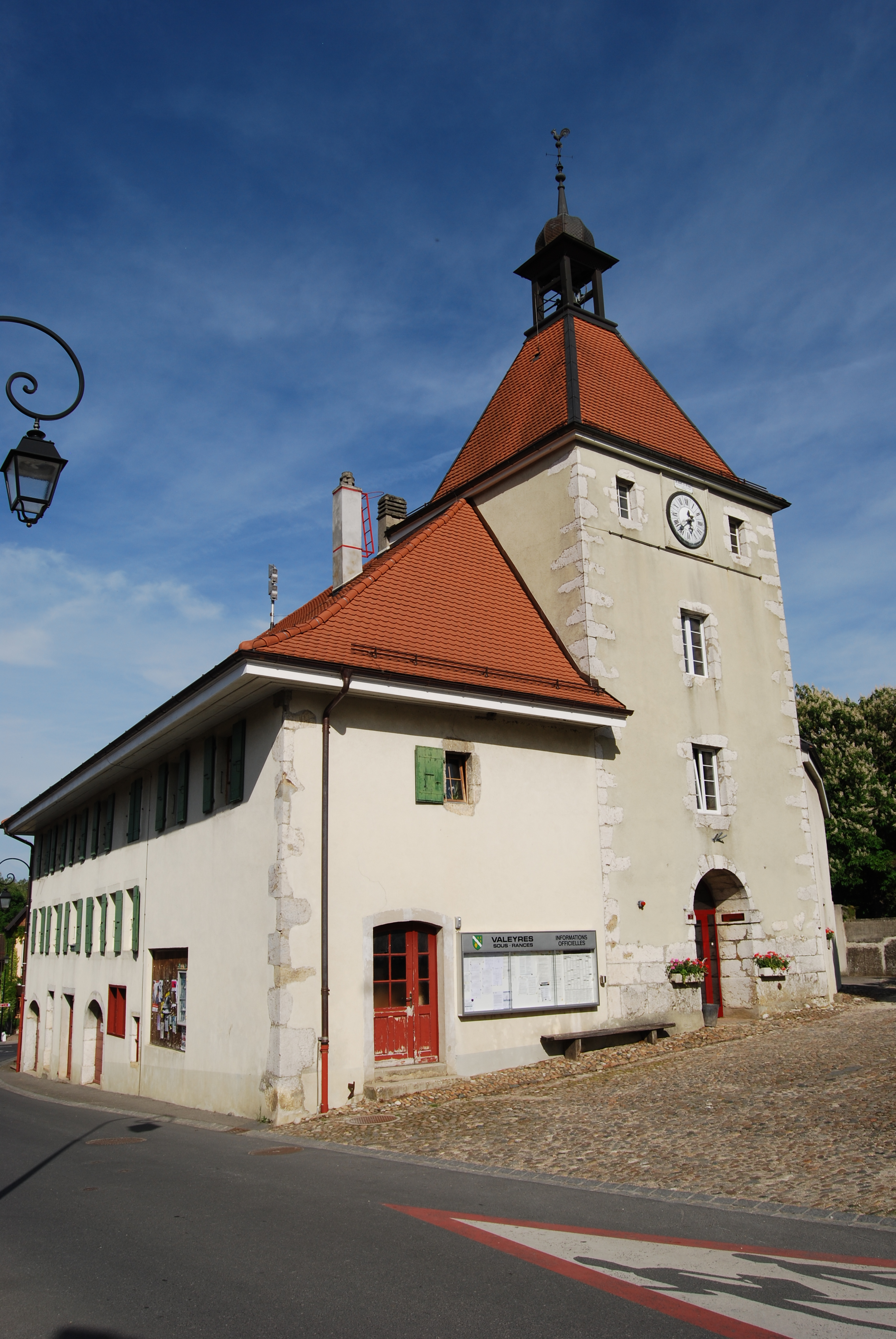
Valeyres-sous-Rances
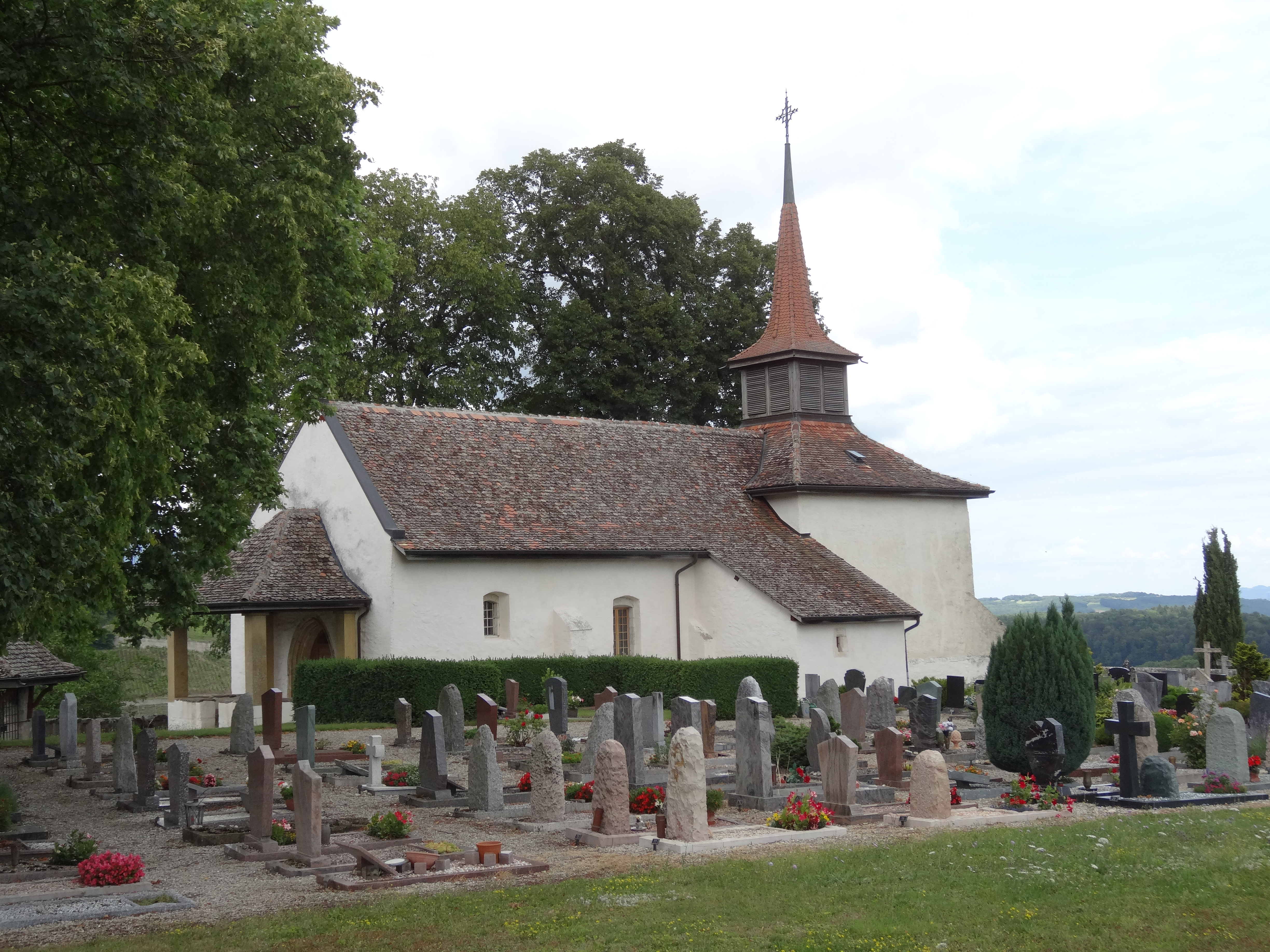
Kostel
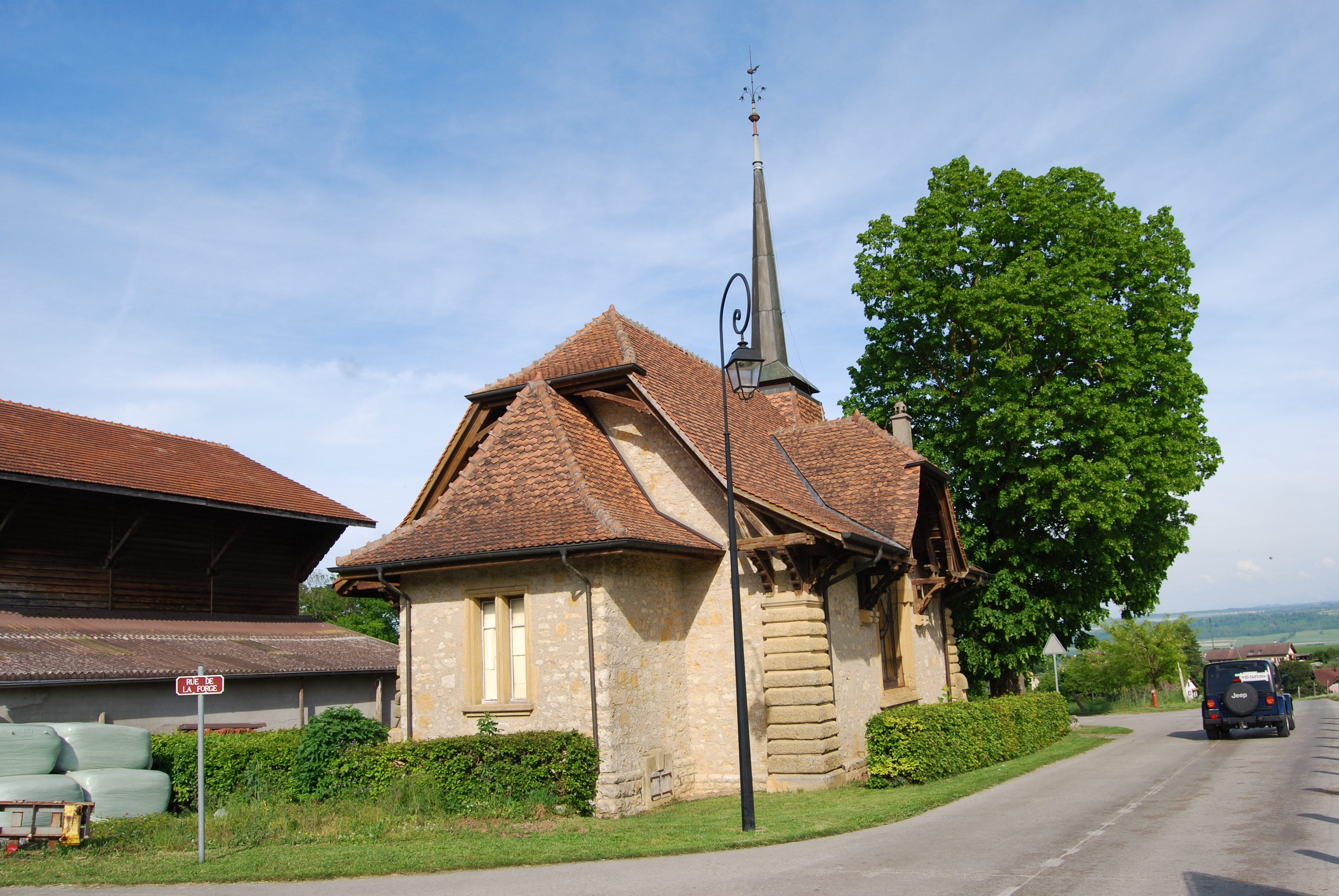
Kostel
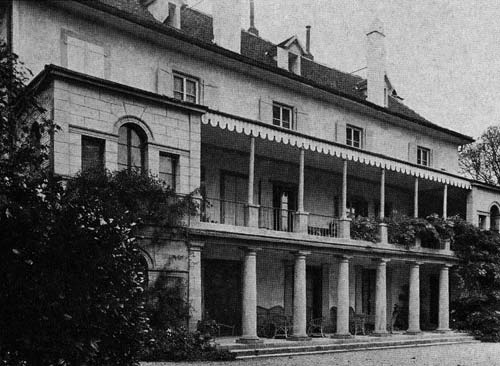
Château de Valeyres - vinařství